# Ford de 1941
Les Ford 1941 désignent un nouveau modèle qui sera produit en série de 1941 à 1948 avec un aspect légèrement modifié au cours des ans. Leur carrosserie bien plus large et moins arrondie inspirera également celle des Mercury de 1941 à 1948. Elles remplacent les anciennes Ford V8 apparues en 1937.

## Description

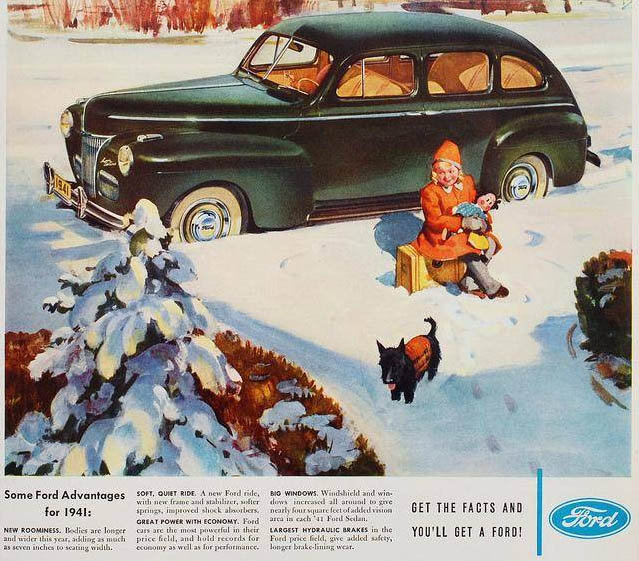
Publicité pour les nouvelles Ford de 1941.

La gamme Ford a été complètement mise à jour en 1941, en prévision d'une période d'imprévisibilité entourant la Seconde Guerre mondiale. La conception de 1941 à continué dans l'année modèle avortée de 1942, à redémarrée en 1946 et a été produite jusqu'en 1948, quand les Ford 1949 plus modernes étaient prêtes.
Les deux finitions des voitures Ford précédentes, Standard et De Luxe, s'étaient développées en trois, Special, De Luxe et Super De Luxe. Les véhicules Ford étaient uniquement à moteur V8 depuis 1935, mais les demandes des concessionnaires pour une option de moteur «économique» ont incité à l'introduction d'une unité à six cylindres. Le moteur d'entrée de gamme, le V8 136 de 2,2 L, a été remplacé par un nouveau six cylindres en ligne 226 à tête en L de 3,7 L, la première Ford six cylindres depuis la Ford Model K de 1906. Le populaire V8 221 de 3,6 L est resté le moteur haut de gamme et était de série dans les modèles De Luxe. Les deux moteurs étaient évalués à 90 ch. Le châssis était plus long, avec un empattement de 114 pouces (2,9 m). Il faudra attendre 1946 pour voir apparaître le moteur 239 de 100 ch, introduit en 1939 pour les Mercury Eight et les camions.
Au cours de la première année de cette voiture, elle a considérablement évolué. Les ailes avant étaient en trois pièces, la théorie étant que de petits dommages pouvaient être remplacés facilement. Au cours de l'année, les ailes ont évolué en deux pièces, les parties inférieures avant et arrière étant jointes. Les élévateurs de capot ont changé, les premiers modèles avaient les mêmes que ceux des Ford de 1940, passant au cours de l'année à la meilleure version ultérieure. Le cabriolet de 1941 n'avait pas de vitres latérales arrière, les seules vitres latérales étant dans les portes; en 1942, des fenêtres de quart arrière ont été ajoutées pour que les occupants arrière puissent voir dehors. Cinq arrangements différents de bobine / distributeur ont été utilisés en 1941, semant la confusion chez les mécaniciens. Les autres variantes étaient: deux positions différentes pour le générateur et trois pour le ventilateur de refroidissement - devant le vilebrequin, devant le générateur (rare) et sur un support. On pense que c'est la première Ford à proposer un filtre à huile à cartouche remplaçable en option. Les deux radiateurs intérieurs étaient un brûleur à essence «Southwind», qui avait l'avantage de garder le chaud en hiver pour les films en drive-in (à condition qu'une petite pompe à carburant électrique soit utilisée), et un type à eau chaude plus ordinaire. Les deux avaient des dégivreurs de fenêtre. Elle avait une excellente radio, qui pouvait consommer la batterie en environ deux heures. Des essuie-glaces électriques étaient disponibles en plus des essuie-glaces à dépression. Trois mécanismes différents de capote convertible électrique (vide, électrique à vis et hydraulique) et deux systèmes différents de verrouillage de la barre collectrice ont été utilisés. Les suspensions arrière avaient parfois une barre stabilisatrice, la plupart n'en avaient pas. Elle avait d'excellents freins et était parmi les meilleures voitures ordinaires maniable de l'époque. Elle a joué un rôle de transition dans la gamme Ford.
La «clé de contact» de ces voitures était en fait utilisée pour actionner un verrou à pêne qui, à une extrémité, déverrouillait la colonne de direction (une fonction destinée à revenir, devenant obligatoire des décennies plus tard), et à l'autre extrémité débloquait le contacteur d'allumage, permettant son fonctionnement. Le démarrage de la voiture se faisait alors en appuyant sur un bouton poussoir sur le tableau de bord, autre fonction destinée à revenir avec l'avènement des «clés intelligentes».
Bien que les manivelles de démarrage aient été remplacées par des démarreurs électriques pendant des décennies, les voitures Ford ont inclus une fonction de démarrage manuel jusqu'en 1948 comme antidote au syndrome de batterie morte. La clé en croix pour les roues servait de poignée (également pour le cric) et l'arbre du cric avec des goupilles d'accouplement à baïonnette pouvait être inséré à travers un petit trou dans la calandre pour engager une douille à baïonnette à l'extrémité avant du vilebrequin du moteur. Une torsion rapide et facile de la poignée était suffisante pour démarrer le V8 à tête plate, et l'accouplement à baïonnette se désengageait automatiquement pour plus de sécurité.

## 1941

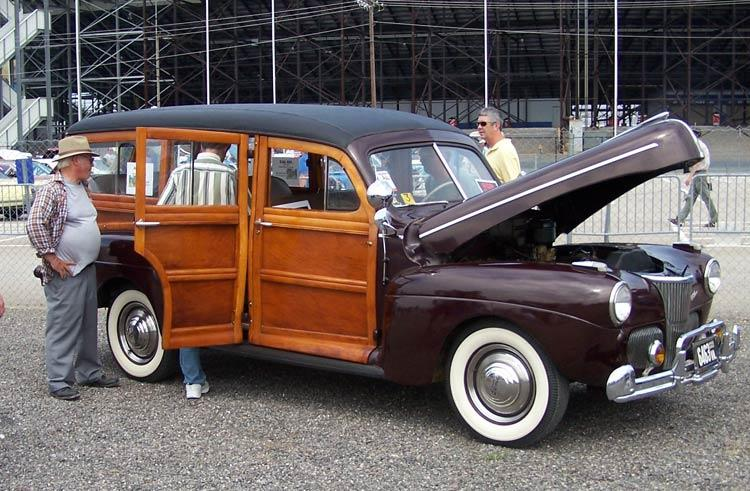
Ford 1941 Break Woody

Les Ford de 1941 étaient beaucoup plus modernes avec une large carrosserie qui recouvrait presque les marchepieds. Les ailes avant et arrière étaient toujours prononcées, mais étaient désormais davantage intégrées dans la carrosserie et les phares étaient poussés complètement vers le haut et vers l'extérieur au-dessus des roues avant. La calandre de 1941 était une affaire en trois parties avec une grande section centrale réservée par deux "haricots" en-bas des ailes et des barres verticales tout autour. Le modèle de 1941 était une voiture plus grosse avec une longueur globale de 194,3 po (4,935 m) et une largeur augmentée à 73,12 po,. Les styles de carrosserie comprenaient des berlines à deux et quatre portes, une berline coupé, un coupé d'affaires et un coupé convertible, une berline de livraison et une familiale "Woody". La Super Deluxe avait plusieurs équipements de meilleure qualité par rapport aux modèles de base, y compris plus de chrome, des sièges en cuir et un tableau de bord à grain de bois. Le pick-up a continué avec le style de la Ford Standard de 1940. La production des modèles de 1941 a été interrompue par une grève du travail soudaine en avril 1941; Henry Ford, ayant résisté à la syndicalisation bien après que le reste de l'industrie automobile américaine l'ait acceptée, a finalement cédé et signé un contrat avec l'UAW.

## 1942

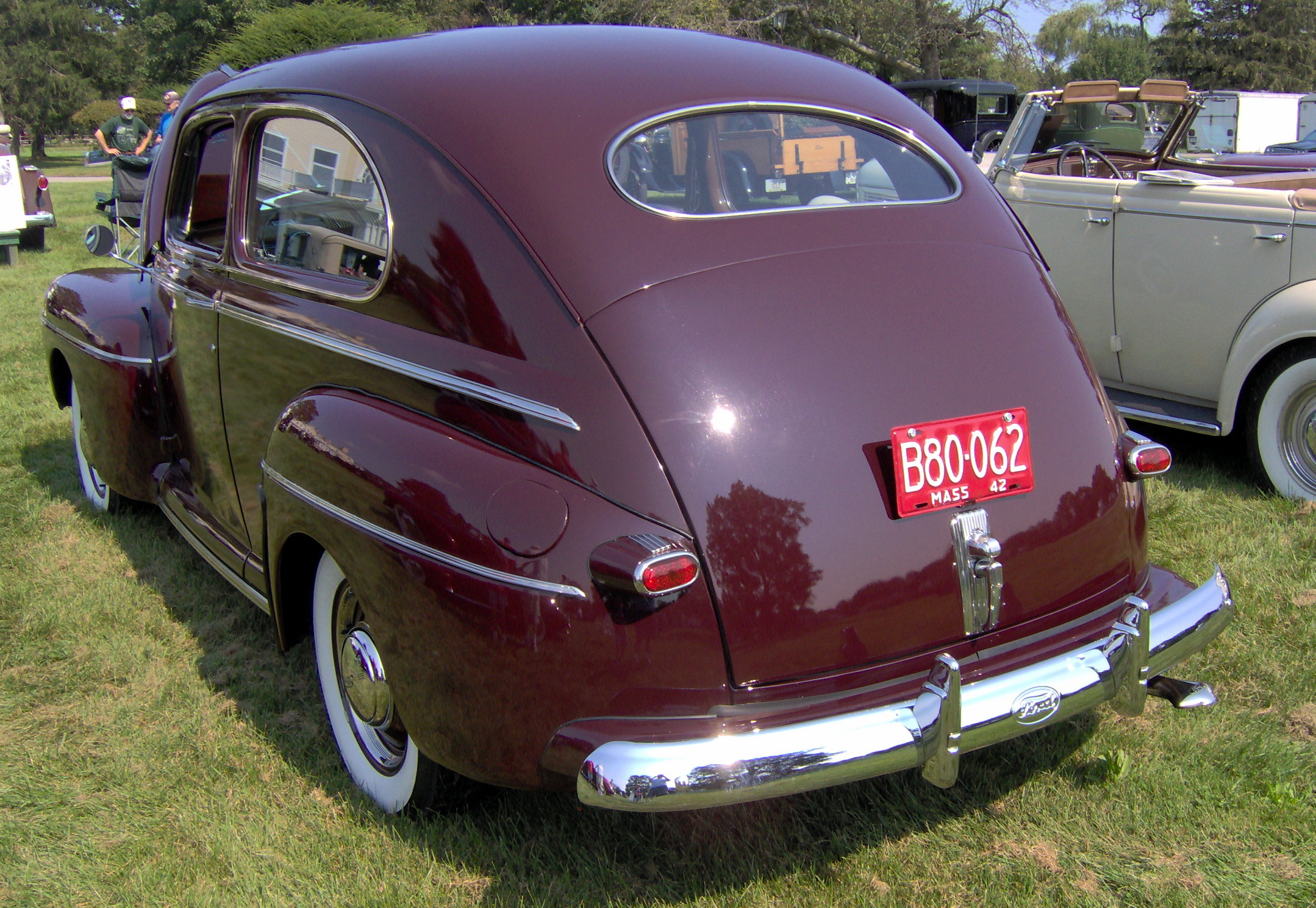
Vue arrière d'une Ford 1942 deux portes.

L'année modèle 1942 n'a duré que quatre mois avant que le gouvernement ordonne l'arrêt de la production automobile civile à partir du 10 février 1942. Des modifications ont été apportées à la voiture - en plus d'une calandre de style « rasoir électrique » en trois parties - les feux de stationnement ont été déplacés en-haut des ailes entre la calandre et les phares. Les feux arrière ont été agrandis et déplacés de la verticale à l'horizontale. Le cadre a été abaissé et des ressorts plus souples ont été utilisés pour améliorer la conduite. Le tableau de bord a été changé, déplaçant la radio depuis le haut du tableau de bord vers le bas, et le compteur de vitesse linéaire et l'horloge ont été remplacés par des unités rondes. La radio avait un bouton au plancher en option pour que le conducteur puisse changer les stations présélectionnées sans utiliser les mains. Le rationnement de la guerre obligeait les constructeurs automobiles à noircir leur garniture chromée - Ford utilisait de la peinture argentée - et un modèle spécial à quatre portes a été produit sans aucun chrome pour un usage militaire. Le pick-up a également reçu un nouveau style, avec de lourdes barres verticales, et la production de pick-ups a duré jusqu'au 3 mars.

Les voitures Ford du style de 1942 ont certainement continué à être produites en tant que voitures d'état-major de mars 1942 à l'été 1945. Celles-ci auraient été enregistrées sous les modèles de 1942, 1943, 1944 et 1945. En outre, un grand nombre de modèles de 1942 (et quelques modèles de 1941) détenus dans les stocks des concessionnaires par décret du gouvernement, seulement pour distribution aux utilisateurs essentiels pendant le conflit, étaient des Ford. Certains États ont intitulé les voitures par année de vente, il est donc possible de trouver des modèles de 1943, 1944 et 1945 en vertu de leurs immatriculations et de leurs titres.

Ford cabriolet de 1942 comparé à un cabriolet de 1947.
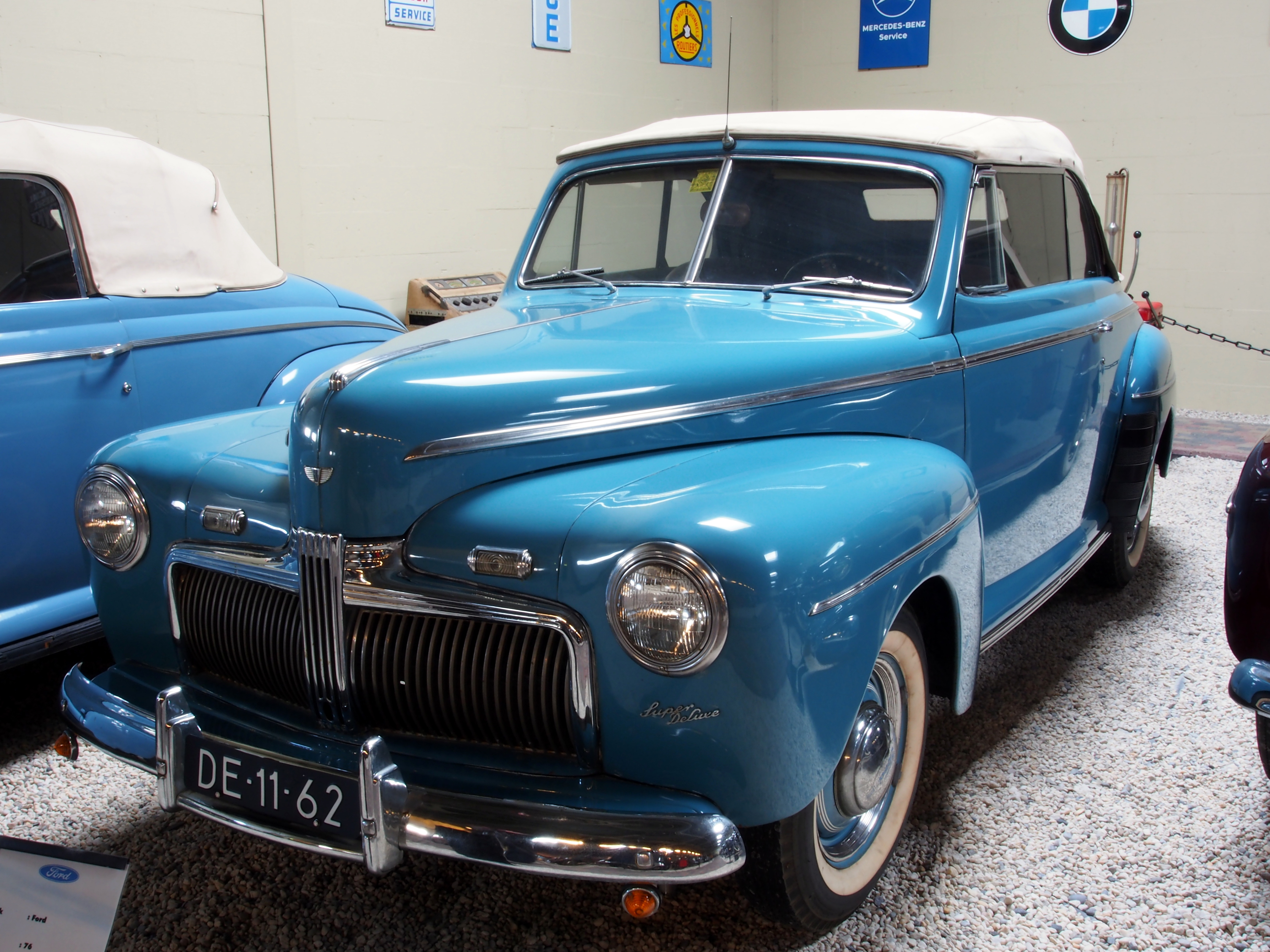
Vue de face.
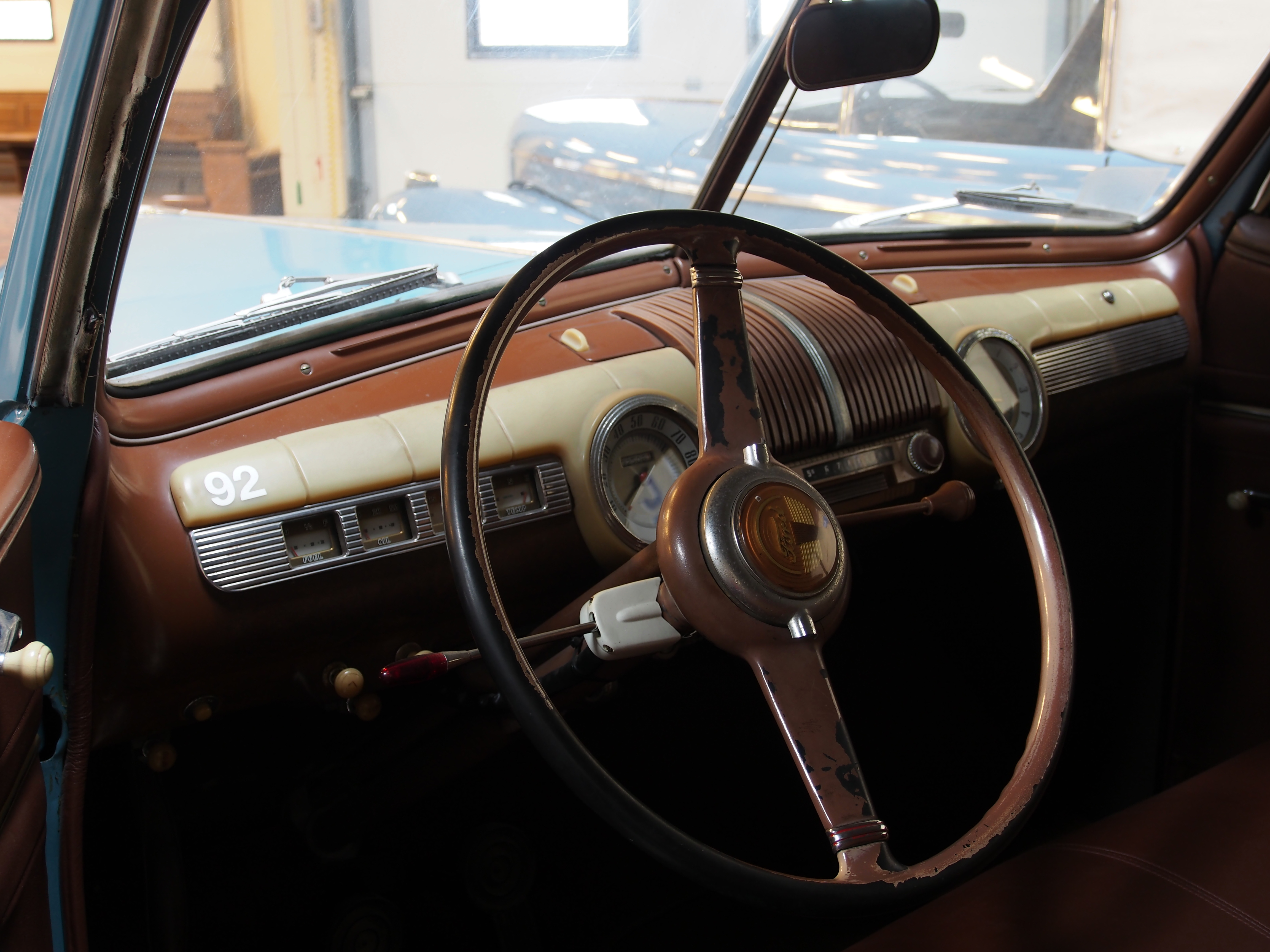
Tableau de bord.
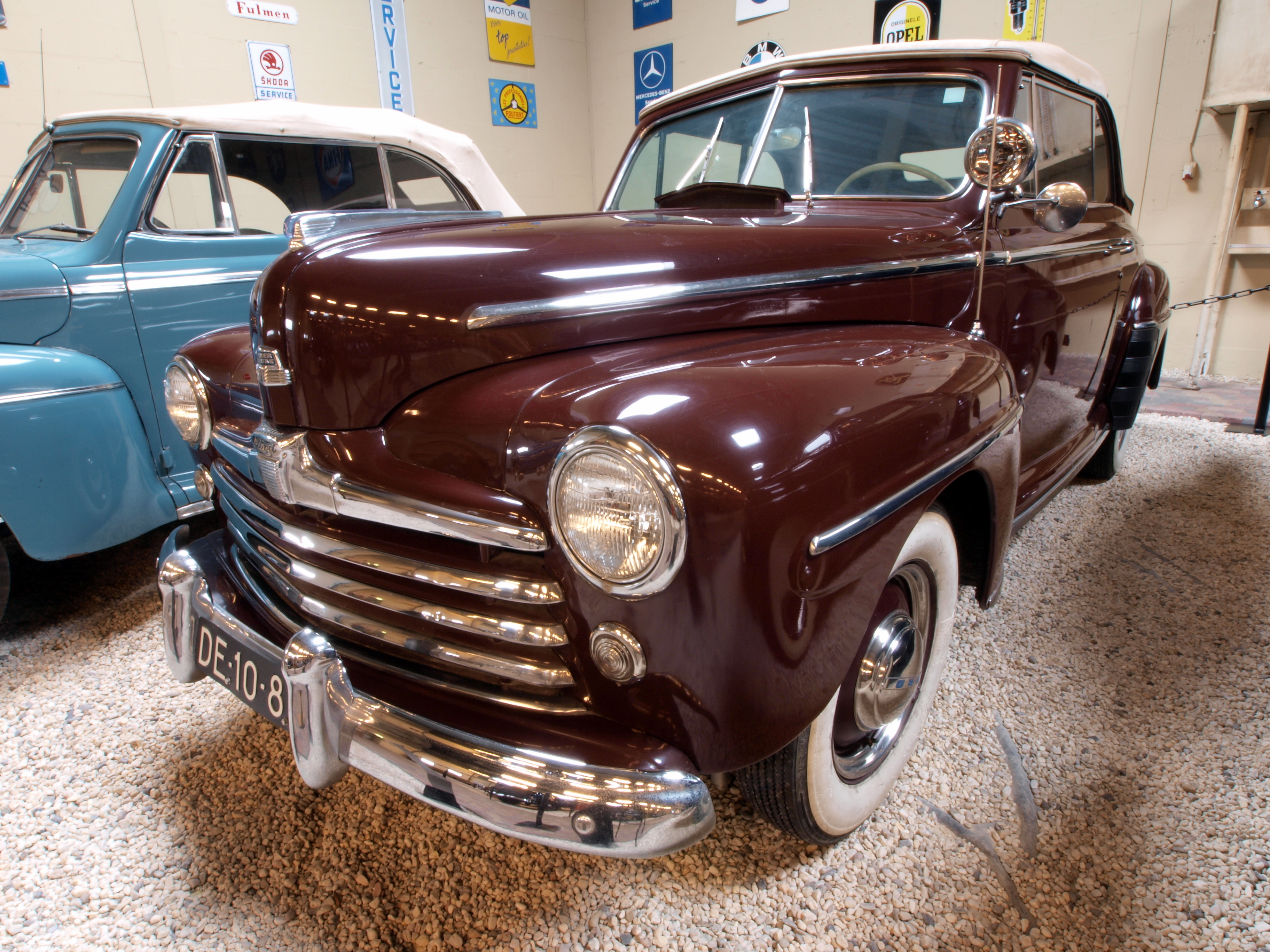
1947.

## 1946

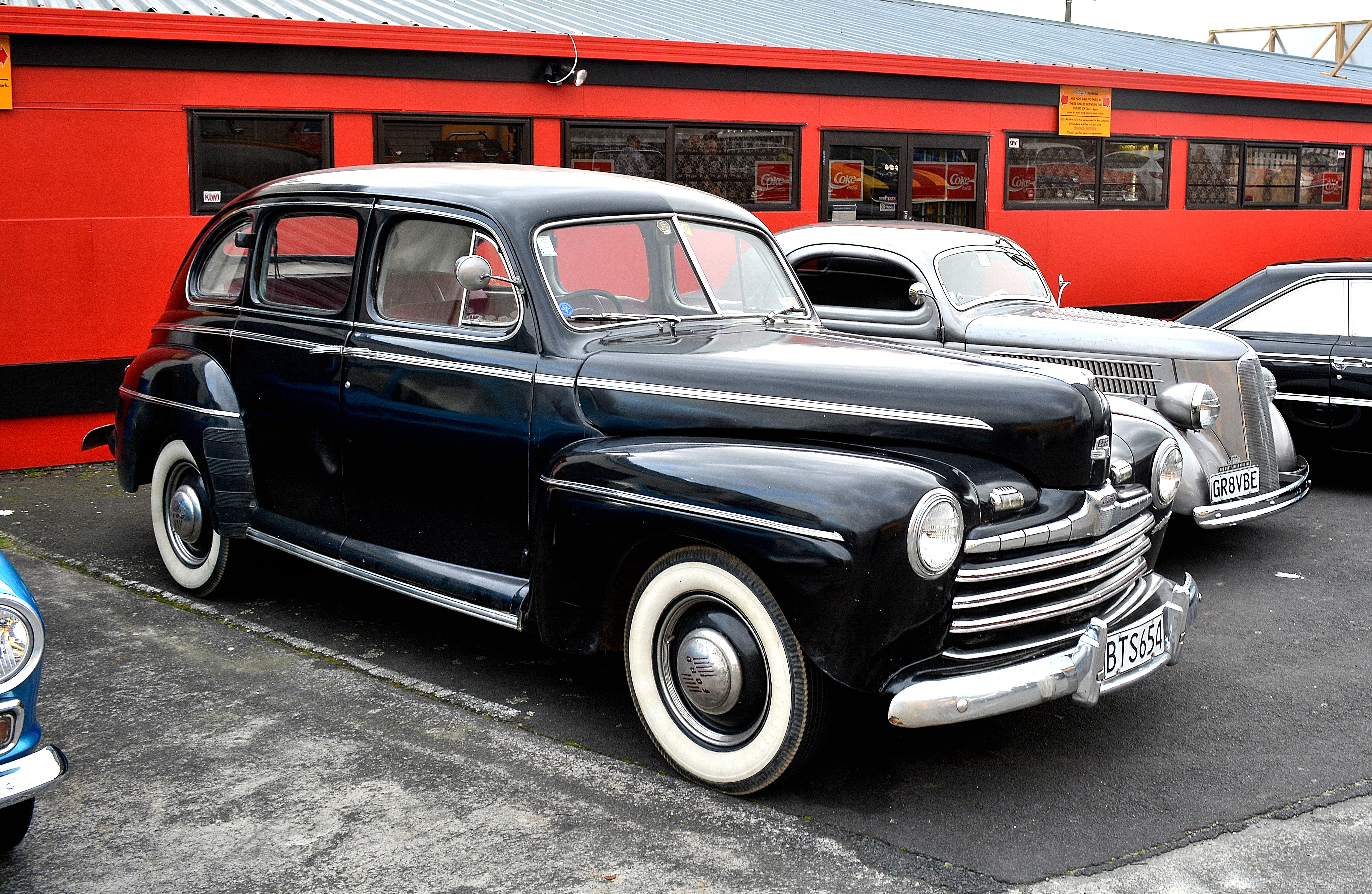
Ford V8 1946 quatre portes.

Après la capitulation officielle du Japon en septembre 1945, la production de voitures civiles a lentement repris. La Ford de 1946 était identique au modèle de 1942 sous la carrosserie, bien qu'une nouvelle calandre épaisse avec des barres horizontales et des accents rouges rafraîchisse le style. Le capot a été élargi par l'ajout d'une bande centrale. Un changement notable a été d'utiliser le moteur 239 qui, depuis 1939, était utilisé dans les Mercury et les pick-ups, est capable de 100 ch (75 kW) pour la première fois. Avec une pénurie d'acier, Ford a produit un cabriolet «Sportsman» distinctif avec des panneaux latéraux en bois, fourni par l'usine Ford Iron Mountain. Le cabriolet avait un toit électrique au lieu d'un manuel.
Dans le film Retour vers le futur (1985) et sa suite Retour vers le futur 2 (1989), la voiture que Biff Tannen possède en 1955 était une Ford Super De Luxe cabriolet noire de 1946. Dans Retour vers le futur 1, lors de la scène de la poursuite en skateboard, notez attentivement les feux de stationnement : sur certains plans se sont ceux d'une année modèle 1946, sur d'autres ceux d'une année modèle 1947. En regardant la forme de la zone au-dessus du coffre, il semble que le modèle de '47 soit un vrai cabriolet tandis que le modèle de '46 dans le fumier est un coupé avec le toit retiré. Pendant la production, une Ford Super De Luxe coupé noir de 1946 avait le toit coupé pour ressembler à un cabriolet. Dans Retour vers le futur 2, certaines garnitures sont différentes suggérant une possible troisième voiture. Après le film, la voiture a été conservée par Universal et exposée. La voiture de 1946 est maintenant dans une collection privée.

## 1947
La gamme Ford de 1947 était similaire à la courte de 1946. Les différences visuelles comprenaient la suppression des accents rouges de la calandre et des deux petites lumières situées juste au-dessus. Ford a commencé à titrer les modèles de 1947 en février 1947. Pendant les premières semaines, le modèle de 1947 était identique au modèle de 1946. Ford a ensuite légèrement redessiné la carrosserie en déplaçant les feux de stationnement depuis le dessus de la calandre vers le dessous de chaque phare. Les moulures extérieures sont passées d'une conception rainurée à une conception lisse. Un nouvel ornement de capot avec un insert en plastique bleu a été installé. Un nouveau design d'enjoliveur est devenu disponible en mars. La couleur du tableau de bord intérieur est passée d'accent rouge à doré. En septembre, l'antenne montée sur le toit a été déplacée vers le capot. Les klaxons ont été déplacés devant le radiateur depuis le compartiment moteur. Les modèles finaux de 1947 ont été titrés en novembre.
Dans le film Karaté Kid de 1984, M. Miyagi offre à Daniel Larusso une Ford Super DeLuxe cabriolet couleur crème de 1947 comme cadeau d'anniversaire. La voiture était en fait un cadeau du producteur du film pour Ralph Macchio. À ce jour, Macchio possède toujours la voiture.

## 1948

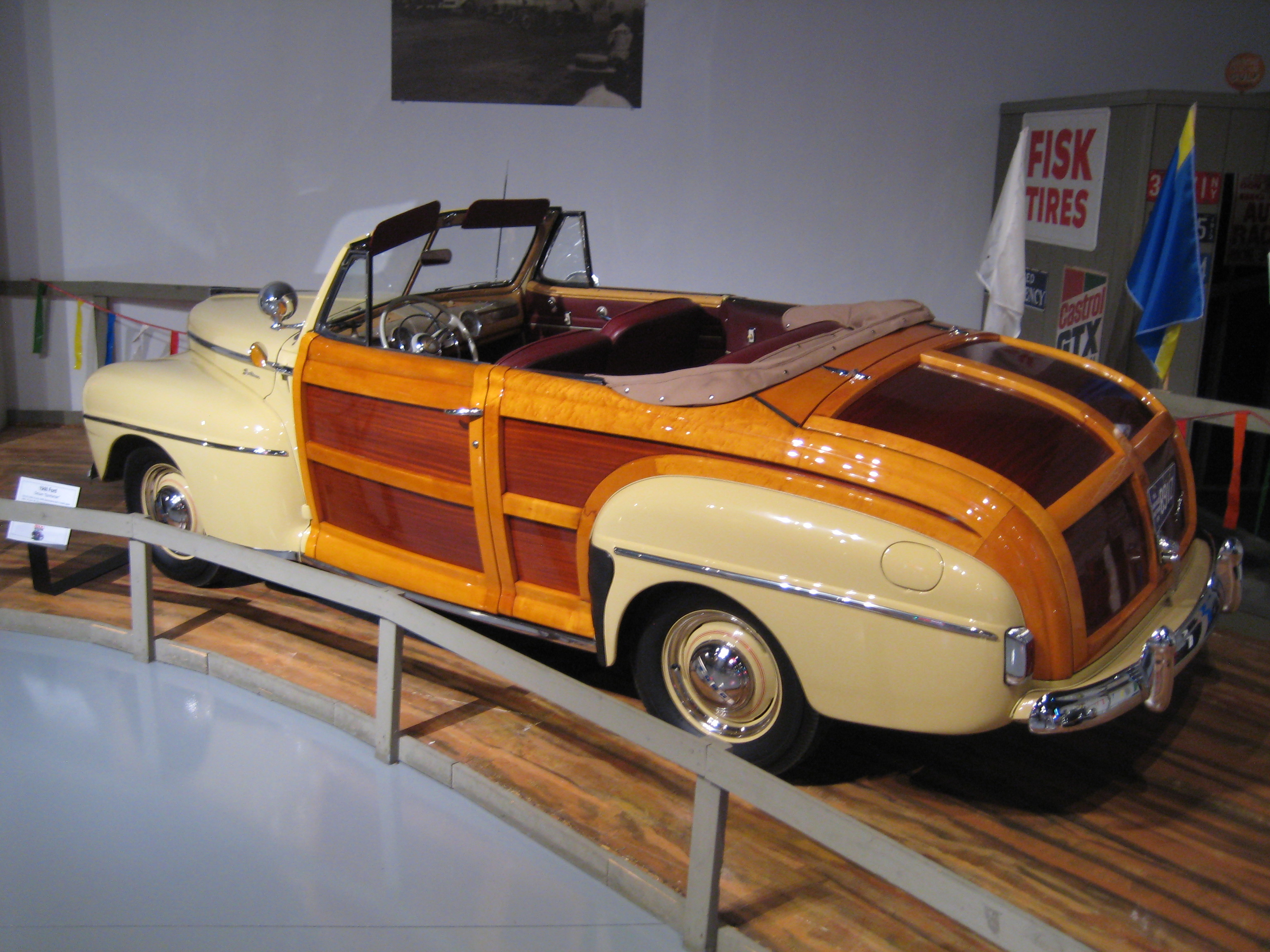
Ford 1948 Super Deluxe Sportsman (Woody).

La dernière année des Ford à l'ancienne était 1948, avec un tout nouveau modèle lancé à mi-parcours de l'année. Le cabriolet Sportsman à parois en bois, fourni par l'usine Ford Iron Mountain, a terminé l'année avec seulement 28 exemplaires construits, et les carrosseries tout en bois des breaks Woody ont été remplacées par de l'acier pour la saison 1949. Les pick-ups sur la base de ces vieilles voitures ont été remplacés par le F-Series cette année. Avec Ford dans le chaos financier au cours de cette période, les ventes ont chuté bien derrière Chevrolet - la production de Ford pour 1948 était de 430 198 véhicules, soit seulement environ 62% de la production de Chevrolet, et Plymouth a failli faire tomber Ford de la deuxième place avec une production de 412 540 véhicules.
La voiture utilisée dans le film Grease de 1978 est une Ford DeLuxe de 1948.

## Production australienne

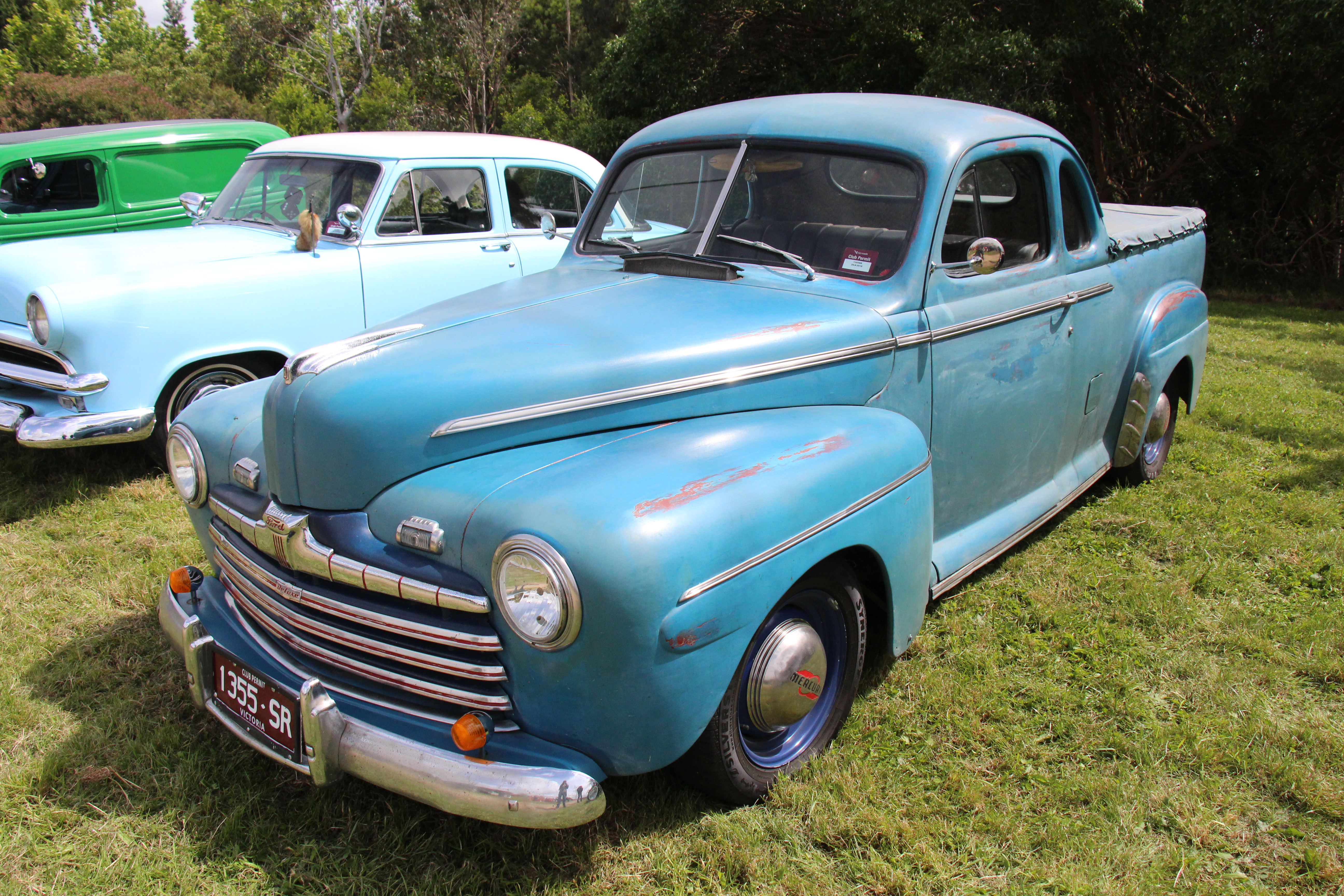
Coupe-utility australien (1946).

La Ford de 1941 a également été produite en Australie par Ford Australia dans les modèles coupé utilitaire (ute) V8 et coupé V8. Des modèles révisés ont suivi en 1942, bien que seulement 138 exemplaires aient été produits.
La production australienne a recommencé en 1946 avec la sortie des modèles V8 berline, coupé utilitaire et fourgon à panneaux et des mises à jour mineures ont suivi en 1947 et 1948. Le fourgon à panneaux a été abandonné en 1948 et la berline et le coupé ont été remplacés par les modèles de 1949 en septembre 1948.